# Maxime de Rostolan
Maxime de Rostolan né le 4 avril 1981 à Paris est un entrepreneur écologiste, militant et lobbyiste, notamment engagé dans le domaine de l'agroécologie et de la permaculture, et de la défense de la biodiversité.

## Biographie
Maxime de Rostolan est né le 4 avril 1981 à Paris d'une mère responsable marketing chez IBM et d'un père directeur général dans l’hôtellerie restauration.

### Études
Il est scolarisé au collège privé Dupanloup à Boulogne-Billancourt, puis élève au lycée Janson-de-Sailly, et est diplômé en biochimie de l'École nationale supérieure des ingénieurs en arts chimiques et technologiques en 2004 à Toulouse. Il passe une année à l'Escola Politécnica da Universidade de São Paulo.

### Tour du monde sur les enjeux de l'eau
À l'issue de ses études, il part autour du monde en camion étudier les problématiques locales de l'eau avec deux camarades pendant deux ans,. Un livre relatant l'expérience est publié en 2007 Les Aventuriers de l'Or Bleu.

### Pédagogie et sensibilisation
Au retour de son voyage, il rencontre Louis Albert de Broglie, qui lui confie en 2007 la direction de Deyrolle pour l'Avenir, une collection de planches pédagogiques illustrant les enjeux du développement durable,.

### Débuts d'entrepreneur:Blue BeesetBiomimicry France
En 2008, afin de soutenir des entrepreneurs à impact n'ayant pas facilement accès à des financements, il se lance dans la création de Blue Bees, qui débute effectivement son activité en 2012, après quatre ans de travail avec des avocats. Elle est l'une des toutes premières plateformes de financement participatif, à avoir proposé de faire du prêt rémunéré, l'idée étant d'encourager les initiatives en matière d'agroécologie ou d'alimentation durable.
En parallèle, avec Gauthier Chapelle et Kalina Raskin, il crée en 2010 Biomimicry France devenue depuis Biomimicry Europa, une association destinée à la promotion du biomimétisme, auprès du grand public et des entreprises dans divers domaines comme l'urbanisme, l'industrie, l'énergie ou l'agro-alimentaire,. 

### Fermes d'Avenirau Château de la Bourdaisiere
En 2013, Maxime de Rostolan passe un brevet professionnel de responsable d'entreprise agricole, en maraîchage biologique puis fonde avec Louis Albert de Broglie la micro-ferme du Château de La Bourdaisière qui expérimente des techniques de permaculture,,.
Elle est le premier projet de l'association Fermes d'Avenir, qui vise à soutenir un maximum de projets de micro fermes s'appuyant sur les principes de la permaculture, notamment en proposant des programmes de formation et de conseil.
En 2018, Maxime de Rostolan est un des personnages du documentaire de Hélène Médigue, On a 20 ans pour changer le monde,. Pour accompagner le documentaire, il publie un livre portant le même titre,.
L'expérimentation de la ferme de La Bourdaisiere dont l'objectif était de démontrer la viabilité technique, économique et sociale de l'agroécologie,, cesse en janvier 2020, après six saisons. Les résultats économiques ne permettaient pas de salarier les maraîchers dans des conditions convenables et provoquent une forme de déception et de scepticisme dans le milieu agricole et bio.
Fermes d'Avenir est depuis intégré au Groupe SOS.

### Plaidoyer pour l'agroécologie et les services écosystémiques
En février 2017, Maxime de Rostolan reçoit le candidat Emmanuel Macron dans sa ferme pédagogique pour lui remettre un plaidoyer avec des propositions pour une transition écologique portant sur l'agriculture française.
Il participe en 2017 aux États Généraux de l'Alimentation, Ces États généraux conduisirent à la Loi pour l'équilibre des relations commerciales dans le secteur agricole et alimentaire et une alimentation saine, durable et accessible à tous, dite « loi EGalim », du 30 octobre 2018.
Son objectif lors des États-Généraux de l'alimentation est de défendre 11 amendements en particulier, l'un d'eux portant sur les paiements pour service écosystémique dans le but de valoriser tous les services rendus, par les bonnes pratiques agricoles, en matière de santé, de qualité de l'eau, de biodiversité, de captation de carbone. Cet amendement est voté par le Parlement, mais est ensuite censuré, ainsi que 22 autres articles sur 98, par le Conseil constitutionnel le 25 octobre 2018.
Estimant qu'il a été au bout de l'expérience, Maxime de Rostolan décide de quitte l'Association Fermes d'Avenir en janvier 2019.

### La Bascule
En mars 2019, constatant l'impatience de la génération Z, et cherchant à créer une lame de fond citoyenne en faveur de l'écologie et de la justice sociale, Maxime de Rostolan crée La Bascule : pour changer le système.
Cette initiative a pour vocation d'être un "lobbying citoyen" rassemblant des jeunes, notamment étudiants, souhaitant s'engager pour influencer les politiques et changer les mentalités, et monter des projets liés à la transition écologique en intégrant des préoccupations sociales,. 
Une centaine de jeunes s'installent dans une polyclinique désaffectée à Pontivy et mettent en œuvre plusieurs actions au niveau territorial et national. L'association, pilotée en gouvernance partagée, dispose désormais de deux lieux d'où sont pilotées les actions des jeunes engagés (un couvent à Plouray et une ancienne caserne de pompiers à Joigny).

### Planteurs d'Avenir
En 2020, à la sortie du confinement, il lance le projet Planteurs d'Avenir, dont le but est de créer des pépinières participatives dans des tiers-lieux afin de produire des plants destinés à approvisionner les chantiers de plantation en agroforesterie,.

### Sailcoop
En 2021, il lance le projet Sailcoop, première coopérative de transport de passagers à la voile. Son ambition est d'offrir une alternative décarbonée aux ferries et aux avions, en ouvrant une première ligne régulière entre le continent et la Corse, puis une seconde en Bretagne.
En 2025, une troisième ligne est lancée, transatlantique cette fois (Saint Nazaire, Saint Pierre Et Miquelon, Baltimore[réf. souhaitée].

### Vie et choix personnels
Maxime de Rostolan est devenu végétarien et ne prend plus l'avion depuis plusieurs années. Il est marié et a deux enfants, une fille et un garçon.

## Critiques et polémiques
La figure de Maxime de Rostolan a pu faire l'objet de critiques d'une part de l'extrême gauche et de l'écologie radicale. Les relations qu'il a entretenues avec des personnalités proches du pouvoir, notamment de Nicolas Hulot, Corinne Lepage et Emmanuel Macron, ainsi que les modes de financement de ses différents projets, soutenus pour certains par de grands groupes industriels (Fleury-Michon, Casino et Metro, BPCE ou encore Jardiland), ont parfois entraîné des critiques virulentes, l'accusant de greenwashing et le qualifiant de « Macron compatible »,.
Ainsi, l'été 2019, il est en partie et directement visé lorsque la Bascule veut initier un festival intitulé « L'an zéro »,. Celui-ci doit avoir lieu initialement sur le plateau de Millevaches, puis sur l'aérodrome de Saint-Laurent à Guéret. Mais des soucis d'organisation et de relations avec les populations et associations locales entraînent l'annulation du festival. Un collectif nommé « La Bouscule » s'est opposé au festival en lui reprochant notamment sa prétendue proximité avec le pouvoir macroniste et des valeurs écologiques pas assez affirmées,,.
Maxime de Rostolan dément pourtant sa proximité avec la politique écologique du président Macron, en critiquant régulièrement le manque d'ambition de celle-ci.